# 孔凡钰
孔凡钰（1993年6月6日—）来自辽宁省鞍山市，是一名中国女子自由式滑雪运动员，主攻空中技巧，曾获得2018年平昌冬季奥运会自由式滑雪女子空中技巧铜牌、中华人民共和国第十二届冬季运动会銀牌、2023年自由式滑雪世锦赛女子空中技巧金牌、中华人民共和国第十四届冬季运动会自由式滑雪公开组女子空中技巧金牌、2024年自由式滑雪世界杯阿拉木图站女子組铜牌。